# آرامگاه سلطان محمدطاهر
بقعه سلطان محمدطاهر مربوط به سدهٔ ۹ ه‍.ق است و در شهرستان بابل ـ روستای سلطان محمدطاهر واقع شده و این اثر در تاریخ ۱۵ دی ۱۳۱۰ با شمارهٔ ثبت ۶۷ به‌عنوان یکی از آثار ملی ایران به ثبت رسیده‌است و شهید غلامرضا آهنگری نیز در این آرامگاه آرمیده اند.
"امیرعباس آهنگری"